# 北京国家水泳センター
北京国家水泳センター（ペキンこっかすいえいセンター）は、中華人民共和国北京市北四環路の北側、オリンピック公園「オリンピック・グリーン」内に建つ水泳施設である。「ウォーターキューブ（中国語:水立方）」の愛称をもち、同じく愛称「鳥の巣」をもつ北京国家体育場の隣に建つ。2008年北京オリンピックでは水泳競技の会場となった。2003年4月着工、2008年1月28日竣工。

## 建築

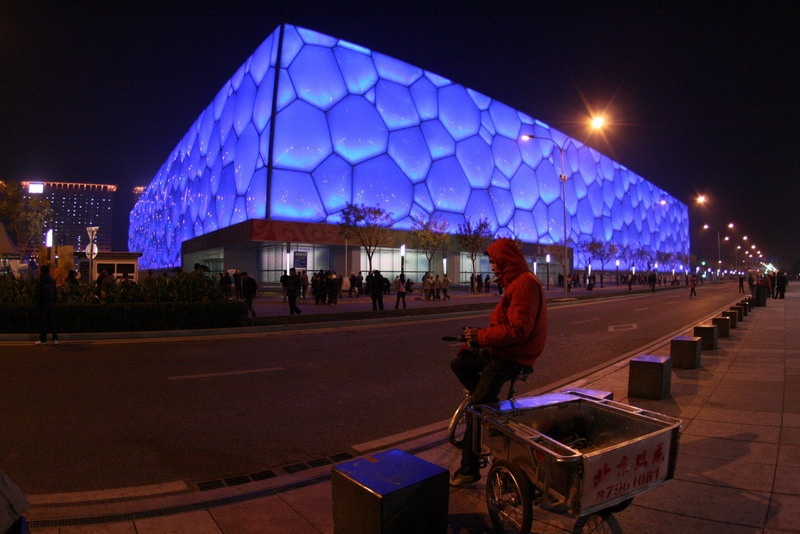
北京国家水泳センター（夜景）

基本設計はオーストラリアの建築設計事務所、PTWが担当し、これに中国建築工程総公司（CSCEC）、中建国際（CCDI）、イギリスの技術コンサルタント会社の
アラップが加わる形で設計が進められた。施工は中国建築工程総公司。全体的に、水泡を模したスペース・フレームの構造をとっており、外壁および屋根はETFE膜で覆われている。収容人数はオリンピック時には17,000人で、オリンピック後には6,000人に減らされる予定である。建築面積は6万5000 m2。建物の大きさは177 m×177 m×31 m。夜間には様々なカラーでライトアップされる。
北京オリンピック終了後は、2009年10月19日にトレーニングやレジャー目的にも利用可能な施設を備えたウォーターパークへ改装されると発表され、北京オリンピックから2年後の2010年8月にウォーターパークとして再オープンした。

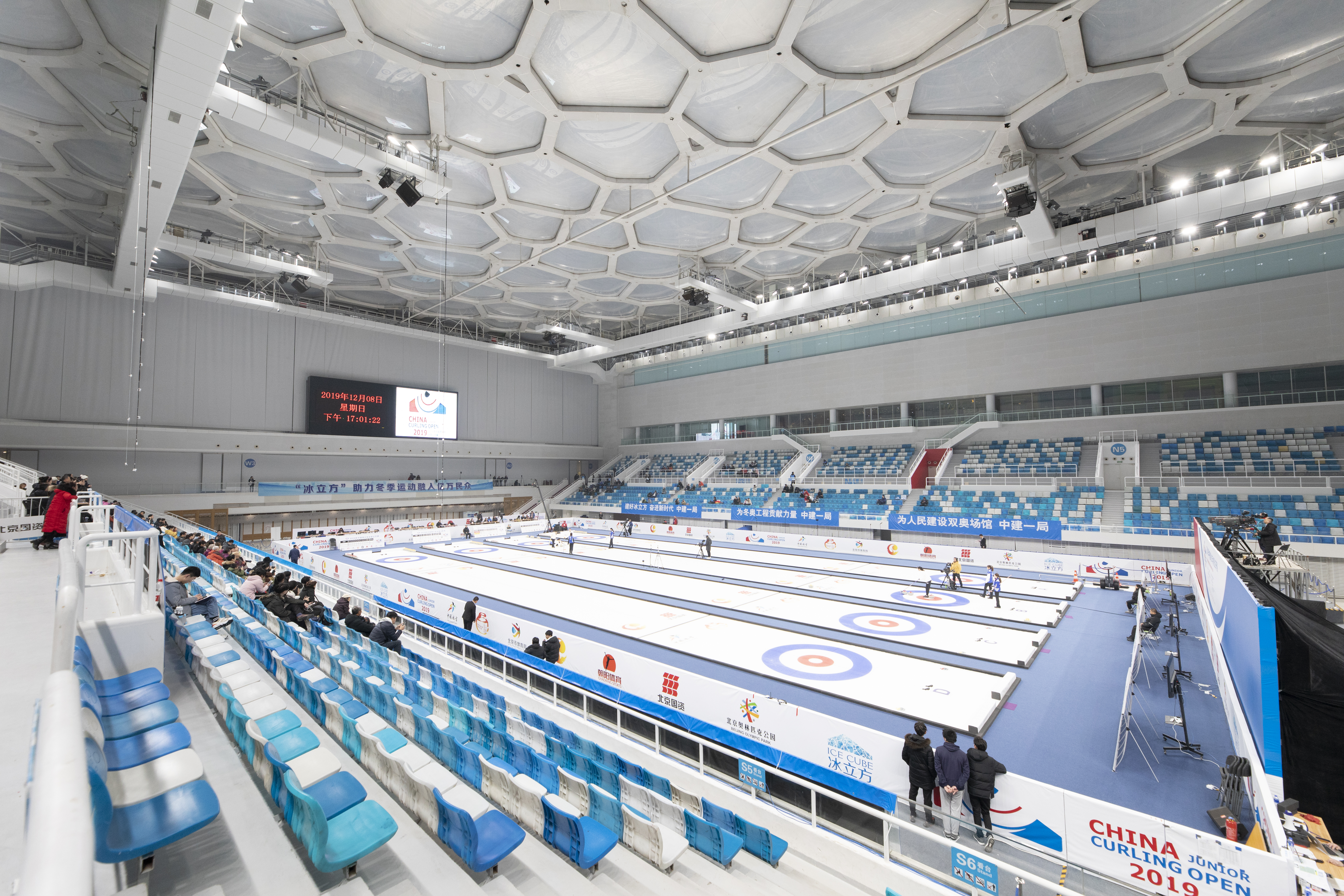
カーリングシートが設置された氷立方

2018年12月、国家水泳センターをアイススポーツ施設「アイスキューブ（氷立方）」に改修する工事が開始され、メイン競技場にカーリングシートが設置された。このカーリングレーンは解体が可能で、約20日で設置が可能。

## 施設

### メインプール
競泳競技全般に利用される世界水泳連盟公認のプール。50 m×25 mの10コース（公認8コース・短水路16コース）。水深は3.0 mで底に傾斜がない。観客席は17,000席（固定6,000席）。

### ダイビングプール
飛び込みとアーティスティックスイミングが行われるプール。

## オリンピック

### 2008年夏季オリンピック

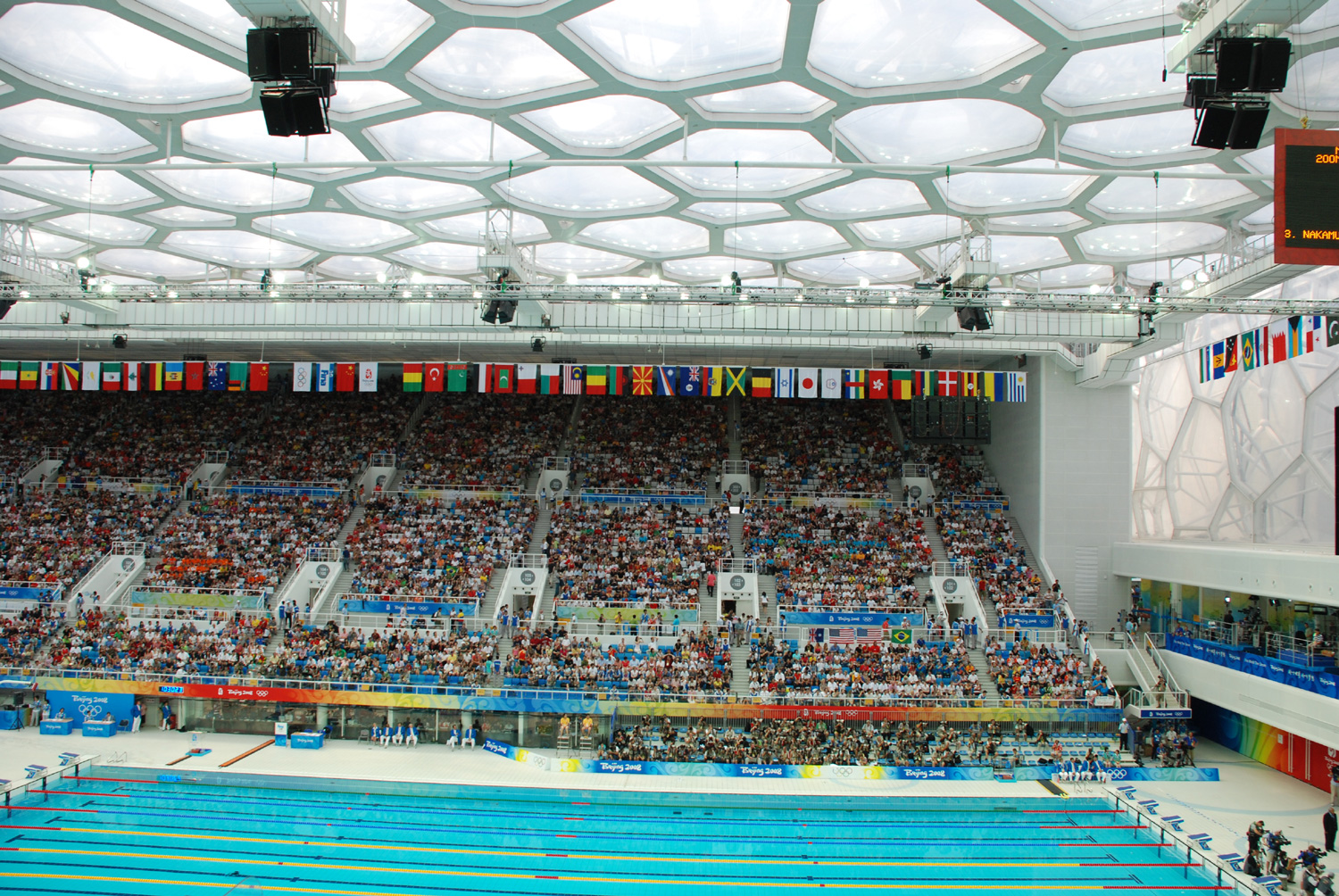
五輪中のメインプールの光景

2008年の北京オリンピックでは、競泳、飛び込み、アーティスティックスイミングの会場となった。当初は水球の会場にもなる予定であったが、変更された。
従来のオリンピックで使用されたプールより水深が1.0 m深いこのプールは、記録の出やすいプールであると多くの水泳関係者からも評判であった。折りしもSPEEDO社の「レーザー・レーサー」の水着を着用した選手が次々と世界新記録を連発しているということもあり、北京オリンピックの開催前からこのプールでの多くの世界新記録の誕生が期待された。北京オリンピック競泳競技では、21種目で世界新記録が誕生した。

### 2022年冬季オリンピック
2022年の冬季オリンピックでは、氷立方がカーリング競技の会場として利用された。